# Jakree Pankam
Jakree Pankam (thailändisch จักรี ปันคำ, * 6. April 1992 in Chanthaburi), auch als Fluke bekannt, ist ein thailändischer Fußballspieler.

## Karriere
Jakree Pankam erlernte das Fußballspielen in der Jugendmannschaft des Chanthaburi FC. Bei dem Verein aus Chanthaburi, der in der dritten Liga, der damaligen Regional League Division 2, spielte, stand er bis Mitte 2015 unter Vertrag. Im Juli 2015 wechselte er zum Ligakonkurrenten Rayong FC. Mit dem Verein aus Rayong wurde er Ende 2015 Meister der Liga und stieg somit in die zweite Liga auf. Beim Rayong FC spielte er bis Ende 2017. 2018 unterschrieb er einen Vertrag beim ebenfalls in der zweiten Liga spielenden PTT Rayong FC. Mit PTT wurde er Ende 2018 Meister und stieg in die erste Liga auf. Nach dem Aufstieg verließ er Rayong und ging nach Chiang Mai. Hier schloss er sich dem Zweitligisten JL Chiangmai United FC an. Im März 2021 feierte er mit Chiangmai die Vizemeisterschaft und den Aufstieg in die erste Liga. Nach dem Aufstieg verließ er den Verein und schloss sich dem Zweitligaabsteiger Uthai Thani FC an. Mit dem Verein aus Uthai Thani spielte er in der Northern Region der Liga. Am Ende der Saison 2021/22 feierte er mit Uthai Thani die Meisterschaft der Region. In der National Championship, den Aufstiegsspielen zur zweiten Liga, belegte man den ersten Platz und stieg nach einer Saison in der Drittklassigkeit wieder in zweite Liga auf. Nach dem Aufstieg verließ er den Verein und schloss sich im Juli 2022 dem ebenfalls in der zweiten Liga spielenden Rayong FC an. Nach 32 Ligaspielen wurde sein Vertrag im Sommer 2023 nicht verlängert. Im August 2023 nahm ihn der Erstligist Lamphun Warriors FC unter Vertrag. Nach drei Ligaspielen wurde sein Vertrag bei dem Verein aus Lamphun im Sommer 2024 nicht verlängert. Im Juli 2024 wurde er zum dritten Mal vom Rayong FC unter Vertrag genommen. Nachdem er in Rayong nicht zum Einsatz gekommen war, wechselte er im Dezember 2024 zum Drittligisten Bankhai United FC. Mit dem Klub spielte er neunmal in der Eastern Region der Liga. Im Sommer 2025 wechselte zu seinem ehemaligen Verein, dem Zweitligisten Chiangmai United FC.

## Erfolge
Chanthaburi FC
- Regional League Division 2 – Central/East: 2015  ▲

PTT Rayong FC
- Thailändischer Zweitligameister: 2018  ▲

Chiangmai United FC
- Thailändischer Zweitligavizemeister: 2020/21  ▲

Uthai Thani FC
- Thai League 3 – North: 2021/22
- Thai League 3 – National Championship: 2021/22  ▲